# ヨロイウオ
ヨロイウオ（鎧魚、学名：Centriscus scutatus）は、トゲウオ目ヘコアユ科に属する魚類の一種。

## 分布
インド太平洋の深度3-100mに分布する。日本では本州中部以南に分布する。

## 形態
最大15cm。体色は銀色で、体側に淡黄赤色の線が走る。背鰭は3棘10-12軟条、臀鰭は11-12軟条。胸鰭は10軟条、腹鰭は4軟条。ヘコアユとは異なり、背鰭の第1棘条には関節がなく動かせない。

## 生態
浅い砂泥底に生息する。ヘコアユと同様に、頭を下にして逆さに泳ぐ。動物プランクトンを食べる。
大きな群れを作り、深度15m程度のサンゴ・クロサンゴ・ムチヤギなどの間にいる。幼魚はより浅い場所で、ウニ・ウミシダなどの間に群れる。